# Wendlandia amocana
Wendlandia amocana är en måreväxtart som beskrevs av John Macqueen Cowan. Wendlandia amocana ingår i släktet Wendlandia och familjen måreväxter.
Artens utbredningsområde är Bangladesh. Inga underarter finns listade i Catalogue of Life.